# Jos Cenzura!
Jos Cenzura! este al patrulea maxi-single al trupei Paraziții, lansat la data de 14 aprilie 2004, la casa de discuri Rebel Music Romania.
 
În videoclipul piesei Jos Cenzura!, sunt prezenți: Larry Flint, Andrei Gheorghe, Mircea Toma, Radu Moraru, La Familia, Adrian Despot și Jean Lorin Sterian.

## Ordinea pieselor[3]
| Nr.             | Titlu                               | Text               | Lungime |  |
| 1.              | „Jos Cenzura! (Original)”           | Cheloo și Ombladon | 3:58    |  |
| 2.              | „Jos Cenzura! (Radio edit)”         | Cheloo și Ombladon | 2:56    |  |
| 3.              | „Jos Cenzura! (FDD version)”        | Cheloo și Ombladon | 3:15    |  |
| 4.              | „Jos Cenzura! (Instrumental)”       |                    | 2:56    |  |
| 5.              | „Jos Cenzura! (Accapella)”          | Cheloo și Ombladon | 2:30    |  |
| 6.              | „Exprimare libera (Full of h8 rmx)” | Cheloo și Ombladon | 3:51    |  |
| 7.              | „Cenzurat (Original 1997 version)”  |                    | 4:06    |  |
| 8.              | „Jos Cenzura! (Videoclipul)”        | Cheloo și Ombladon | 3:58    |  |
| Lungime totală: | Lungime totală:                     | Lungime totală:    | 24:20   |  |